# Nico Greetham
Nico Greetham (* 5. März 1995 in Woodbridge, Virginia) ist ein amerikanischer Tänzer und Schauspieler.

## Frühes Leben
Greethams Vater ist schottischer, seine Mutter kolumbianischer Herkunft; beide Eltern sind Ärzte.  Er hat zwei Schwestern, die im Wettbewerb tanzten. Als Kind war Greetham Turner, was er mit acht Jahren aufgrund einer Verletzung abbrach, worauf er wie seine ältere Schwester zu tanzen begann. Mit zwölf Jahren erhielt er durch einen Agenten erste Auftritte in lokalen Werbespots.

## Karriere
2013 nahm Greetham an der Tanzwettbewerbs-Fernsehshow So You Think You Can Dance teil. Er tanzte Contemporary und schied in der Top 10 aus. Nach der Show zog er mit drei weiteren Kandidaten in Los Angeles zusammen. 2014 wurde er für die Broadway-Produktion des Musicals Newsies, die noch fünf weitere Monate lief, in der Doppelrolle Jo-Jo und Darcy besetzt.
Seine erste längere Rolle in einer Fernsehserie spielte er 2017 in Power Rangers Ninja Steel, der vierundzwanzigsten Staffel von Power Rangers, als gelber Ranger in über 40 Episoden. 2020 spielte er in den Independent-Filmen Dinner in America, das beim Sundance Festival Premiere hatte, und Dramarama beim Outfest. Außerdem war er in dem Netflix-Film The Prom von Ryan Murphy und an zwei Titeln im zugehörigen Soundtrack beteiligt. Murphy besetzte ihn auch für die Staffel American Horror Story: Double Feature von 2021 und des Anthologie-Spinoffs American Horror Stories in jeweils eine Folge beider Staffeln. Nach seinem zweiten Auftritt in letzterer befand eine Rezension für Collider, seine Leistung der Episode beweise, dass er ein Hauptdarsteller in der wiederkehrenden Besetzung des Franchises werden sollte.
Im Juli 2022 trat Greetham in der dritten Staffel von Love, Victor auf.

## Filmografie (Auswahl)
- 2013: So You Think You Can Dance (Staffel 10 Kandidat, Top 10)
- 2017, 2018: Die Thundermans (2 Episoden)
- 2017–2018: Power Rangers Ninja Steel (44 Episoden)
- 2019: Navy CIS (1 Episode)
- 2019: Into the Dark (Episode 2x3)
- 2020: Dinner in America
- 2020: First Lady
- 2020: Dramarama
- 2020: The Prom
- 2021–2022: American Horror Stories (Episoden 1x4, 2x3)
- 2021: American Horror Story: Double Feature (4 Episoden)
- 2022: Love, Victor (5 Episoden)